# Comba di Crête Sèche
La Comba di Crête Sèche (pron. fr. AFI: [kʁɛt sɛʃ]; in francese, Combe de Crête-Sèche) è un vallone laterale della media Valpelline, sita nel comune di Bionaz, all'interno delle Alpi Pennine.

## Etimologia
Il toponimo deriva da comba o combe, termine di origine arpitana assai diffuso in Valle d'Aosta e nel Vallese ed indicante una piccola valle, unito a Crête Sèche (in francese, "cresta secca").

## Descrizione
I bordi della comba sono segnati da creste aguzze, mentre il fondo è costituito da detriti franati dalle creste stesse.
Al limitare Nord della Comba, al confine con la Svizzera, troviamo il Colle di Crête Sèche ed il monte Trouma des Boucs, mentre alla sua imboccatura inferiore sorge il rifugio Crête Sèche.